# NGC 7520
NGC 7520 = IC 5290 ist eine Spiralgalaxie vom Hubble-Typ Sa im Sternbild Wassermann am Südsternhimmel. Sie ist schätzungsweise 280 Millionen Lichtjahre von der Milchstraße entfernt.
Das Objekt wurde im Jahre 1876 von Wilhelm Tempel entdeckt.